# Dunston (Norfolk)
Dunston – wieś w Anglii, w Norfolk. W 1931 wieś liczyła 63 mieszkańców. Dunston jest wspomniana w Domesday Book (1086) jako Dunestun(a)/Dustuna.